# Línea 7 del Metro de Santiago
La Línea 7 será una nueva línea que formará parte del Metro de Santiago y contará con una extensión aproximada de 25 kilómetros, conectando las comunas de Renca por el norponiente, y Vitacura por el nororiente de la capital chilena. Se interconectará con la Línea 1 en Baquedano y Pedro de Valdivia, Línea 2 y Línea 3 en Puente Cal y Canto, Línea 5 en Baquedano y Línea 6 en Isidora Goyenechea. Además tendrá combinación con la futura Línea 9 en Puente Cal y Canto, a partir de 2032, y en ese mismo año se proyecta que entre en servicio la Línea A que conectará con el Aeropuerto Internacional Arturo Merino Benítez.
La inauguración de esta línea está prevista para el año 2028.  El color distintivo es el gris.

## Historia

### Primera propuesta (2007)
Debido a los problemas de sobrecarga existentes en la Línea 1 desde la implementación de Transantiago en el 2007, se planteó la necesidad de construir una alternativa a dicha línea para poder descongestionarla. En 2007, el director de Metro S.A., Clemente Pérez sugirió que las alternativas podrían ser la equivalente a la postergada Línea 3 o una nueva línea por avenida Santa María, Finalmente se optó por la Línea 3, dando sólo alivio al sector oriente de la Línea 1, dejando pendiente alternativas de descongestión desde Universidad de Chile al poniente. Otras propuestas planteadas por un grupo de constructoras presentaban  (con un costo de US$900 millones) la realización de una línea expresa bajo la actual y con detenciones en sólo nueve estaciones: Pajaritos, Estación Central, Los Héroes, Universidad de Chile, Baquedano, Pedro de Valdivia, Tobalaba y Escuela Militar.

### Anuncio oficial (2017)
La construcción de la nueva línea 7 del Metro de Santiago fue anunciada por la presidenta Michelle Bachelet durante la cuenta pública del 1 de junio de 2017. El diseño original contaba con 21 estaciones en 25 kilómetros de extensión entre Renca en el sector norponiente y Vitacura en el sector nororiente, reduciendo además el flujo de la Línea 1 en aproximadamente 10 000 pasajeros y alcanzando nuevas comunas como Renca, Cerro Navia y Vitacura. Su inauguración inicial fue estimada para 2025. Asimismo, combinaría con las líneas 1, 2, 3, 5 y 6, y beneficiaría directamente a las comunas de Renca, Cerro Navia, Quinta Normal, Santiago, Providencia, Las Condes y Vitacura.
De acuerdo al proyecto original, iniciaría en la intersección de las avenidas Brasil con Vicuña Mackenna en Renca, desde donde emprendería camino al sur. Siguiendo el trazado de la última calle, la línea cruzaría el río Mapocho a la altura del puente Resbalón en Cerro Navia, y desde allí seguiría por Rolando Petersen al sur, hasta su intersección con avenida Mapocho. Desde aquí enfilaría hacia el oriente, siguiendo por esta misma vía, atravesaría las comunas de Cerro Navia y Quinta Normal, conectando de manera perpendicular las líneas 2 y 3 en la estación Puente Cal y Canto, para continuar bajo el corredor de parques que bordea el Mapocho (Forestal y Balmaceda). En dicho tramo combinaría con las líneas 1 y 5 en la estación Baquedano y Salvador de la Línea 1. Tras su paso por el parque Balmaceda siguiendo la avenida Andrés Bello, seguiría por Vitacura hasta Alonso de Córdova, donde conectaría con Avenida Kennedy para terminar su recorrido en Estoril con Las Condes.

### Propuestas anexas, cambios y nuevos anuncios (2017-2020)
En 2017, expertos chilenos en transporte propusieron que esta línea fuera extendida hacia el Aeropuerto Internacional Arturo Merino Benítez por las avenidas San Daniel, Río Itata y Armando Cortínez Oriente en la comuna de Pudahuel, pasando por el parque de negocios Enea y que contara con 22 estaciones, agregando cuatro hacia el poniente en reemplazo de las tres que giraban al norte hacia Renca. A pesar de que la empresa Metro S.A. no lo descartó  y la firma Enea se ofreció para facilitarlo, la idea no fructiferó.
En 2019, el alcalde de Lo Barnechea, Felipe Guevara, propuso una extensión de la Línea 7 hacia el oriente de Santiago en 4,5 kilómetros, hacia el sector de Portal La Dehesa, y en la cual su financiamiento se basaría en fondos aportados desde la municipalidad en la que se evaluarían estudios de rentabilidad social y flujo de pasajeros, en conjunto con los municipios de Vitacura y Las Condes, lo que debería ser evaluado por el Ministerio de Transportes y Telecomunicaciones y también por Metro.
El 22 de diciembre de 2017, el diario El Mercurio publicó un informe que señalaba que el trazado de la línea fue modificado, de modo que no circularía por la avenida Andrés Bello, sino que iría paralelo a la Línea 1 por avenida Providencia, eliminándose la combinación en Salvador y trasladándola a Pedro de Valdivia. Asimismo, se eliminaban las estaciones Suecia y La Concepción, aunque luego continuaba su trazado original hacia Isidora Goyenechea, donde combinará con la Línea 6). También un tramo del trazado en el sector de avenida Kennedy se desviaría por Cerro Colorado, llegando al Parque Araucano. En el sector poniente la línea continuaría luego de cruzar Avenida General Velásquez, por Avenida Mapocho en lugar de José Joaquín Pérez, unos 600 metros más al norte en el tramo de Quinta Normal y Cerro Navia. Junto a esto se anunció que la línea será inaugurada en 2026.
En marzo de 2019, se informó que la estación que se ubicará en la intersección de la avenida Américo Vespucio con Alonso de Córdova será la más profunda de toda la red del Metro de Santiago, y debido a ello no contará con escaleras mecánicas, sino ascensores para una capacidad de 40 personas cada uno, sistema similar al que se utiliza en la Línea 9 del Metro de Barcelona.
El 21 de junio de 2019, Metro de Santiago ingresó los estudios de ingeniería de impacto ambiental de la línea. En el documento se establece que esta línea contará con los mismos estándares de las líneas 3 y 6. Esto se traduce en trenes con conducción automática, puertas de andén y alimentación por catenaria. Asimismo se señaló que el inicio de las obras sería durante el último trimestre de 2020 para finalizar hacia el segundo semestre de 2026.
En agosto de 2019, se informó que la estación Matucana tendrá una combinación con el futuro Tren Santiago-Batuco.
Con el anuncio de la construcción de la Línea 7 y su combinación con la estación Baquedano de las líneas 1 y 5, se señaló que uno de los piques de trabajo y un nuevo acceso a la estación sería emplazado en una zona del Parque Forestal cercano a la Fuente Alemana, lo que generó molestia entre vecinos y representantes políticos de los alrededores. Junto con esto, un grupo de vecinos de la comuna de Las Condes realizaron protestas por la ubicación de una estación en el Parque Araucano, argumentando que con llegada del metro llegará la delincuencia a la zona. Si bien el alcalde de la comuna, Joaquín Lavín, apoya el hecho de ubicar la estación en el parque, este no está en contra debido a la lógica de la llegada de delincuencia, sino más bien por el daño patrimonial vivo al tener que moverse cerca de 50 árboles, entre ellos ejemplares de Quillaja saponaria. Entre las sugerencias que este ha dado para su reubicación se propuso integrar la estación al Mall Parque Arauco.
El 31 de marzo de 2020 se anunciaron cambios en el proyecto de la construcción de la línea: en la estación Baquedano se eliminó la construcción de un nuevo acceso en el Parque Forestal y se modificó la ubicación de algunos piques de construcción, especialmente en el sector oriente de Santiago.

### Avance del proyecto (2021-presente)

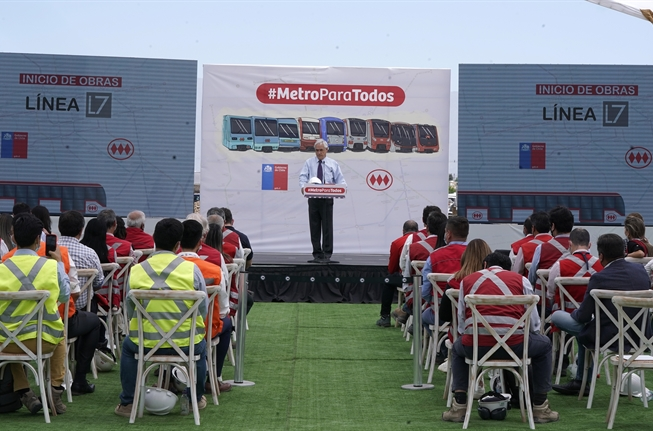
Ceremonia de inicio de construcción en la planta de dovelas de Línea 7, el 17 de febrero de 2022.

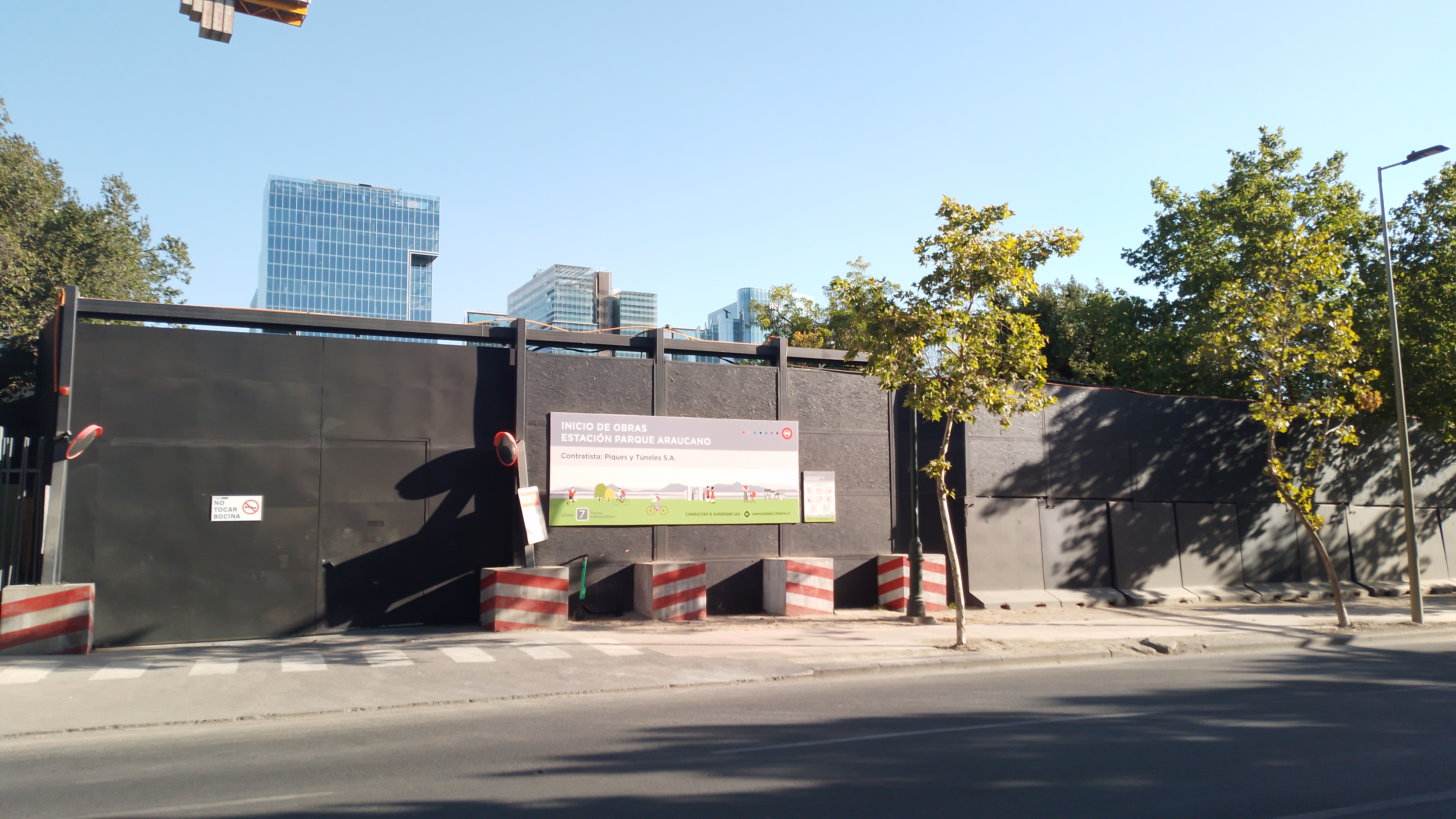
Pique de construcción de la estación Parque Araucano.

En enero de 2021, el entonces presidente de Metro, Louis de Grange, anunció que la Línea 7 registraba un 3 % de avance, incluyendo el llamado de las licitaciones de la construcción de obras y de compra de trenes que, según él, representan la mayor parte de la inversión. Asimismo, durante ese mismo mes se inició el proceso de licitación del material rodante de la línea. Inicialmente se estimaba que la construcción de esta línea comenzaría a mediados de marzo de 2021. Finalmente, el 13 de julio de 2021 fue aprobado el Estudio de Impacto Ambiental, dando luz verde a la construcción de la Línea 7.

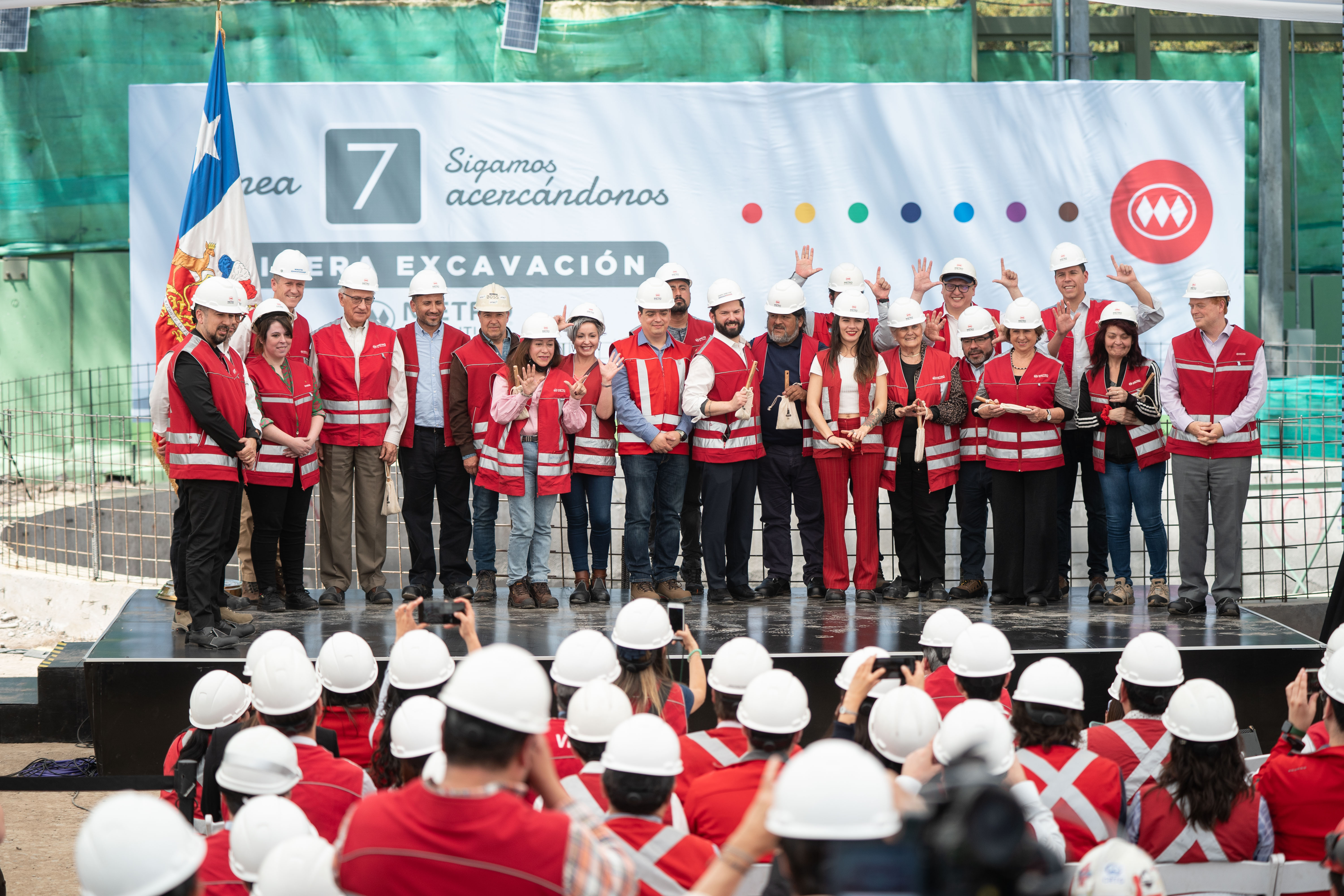
Ceremonia de primera excavación de Línea 7, el 21 de octubre de 2022.

El 29 de noviembre de 2021 se adjudicó la construcción del tramo 1 de 6,6 km comprendido entre las estaciones Brasil y Walker Martínez, mediante el método constructivo de Tuneladora. Se espera que dichas obras comiencen durante el primer trimestre de 2022, mientras que la totalidad de los seis tramos se comiencen a ejecutar las obras desde el primer semestre de 2022. En la misma línea, el 29 de diciembre de 2021 se anunció que la empresa francesa Alstom se adjudicó la fabricación de los trenes de la Línea 7, los cuales contarían con conducción automática. El 17 de febrero de 2022 se realizó la ceremonia oficial de inicio de las obras de construcción en la planta de dovelas ubicada en las cercanías de la futura estación Brasil, mientras que el 21 de octubre del mismo año se iniciaron las primeras excavaciones.
El 26 de abril de 2023, el alcalde de Lo Barnechea, Cristóbal Lira, presentó los estudios municipales sobre una propuesta de extensión de la Línea 7 hacia su comuna. La propuesta de 3,8 km incluía dos estaciones: una en sector Cantagallo y otra frente al Portal La Dehesa. Por otra parte, a fines de ese mismo mes, la construcción de la línea 7 registraba un 9,5 % de avance.
El 26 de julio de 2023, Metro informó que el acceso planteado originalmente en el Parque Forestal sería reubicado. Este quedaría emplazado frente a la Facultad de Derecho de la Universidad de Chile a 140 metros al norte de la ubicación original, en los terrenos de la feria de artesanos y el Parque José Domingo Gómez Rojas. Asimismo, se dio a conocer que la nueva ubicación debía pasar por evaluación de impacto medioambiental. El entonces alcalde de Recoleta, Daniel Jadue, señaló que «la decisión va a generar un nuevo gran acceso en la comuna que servirá para remodelar y poner valor un monumento arquitectónico de Chile».

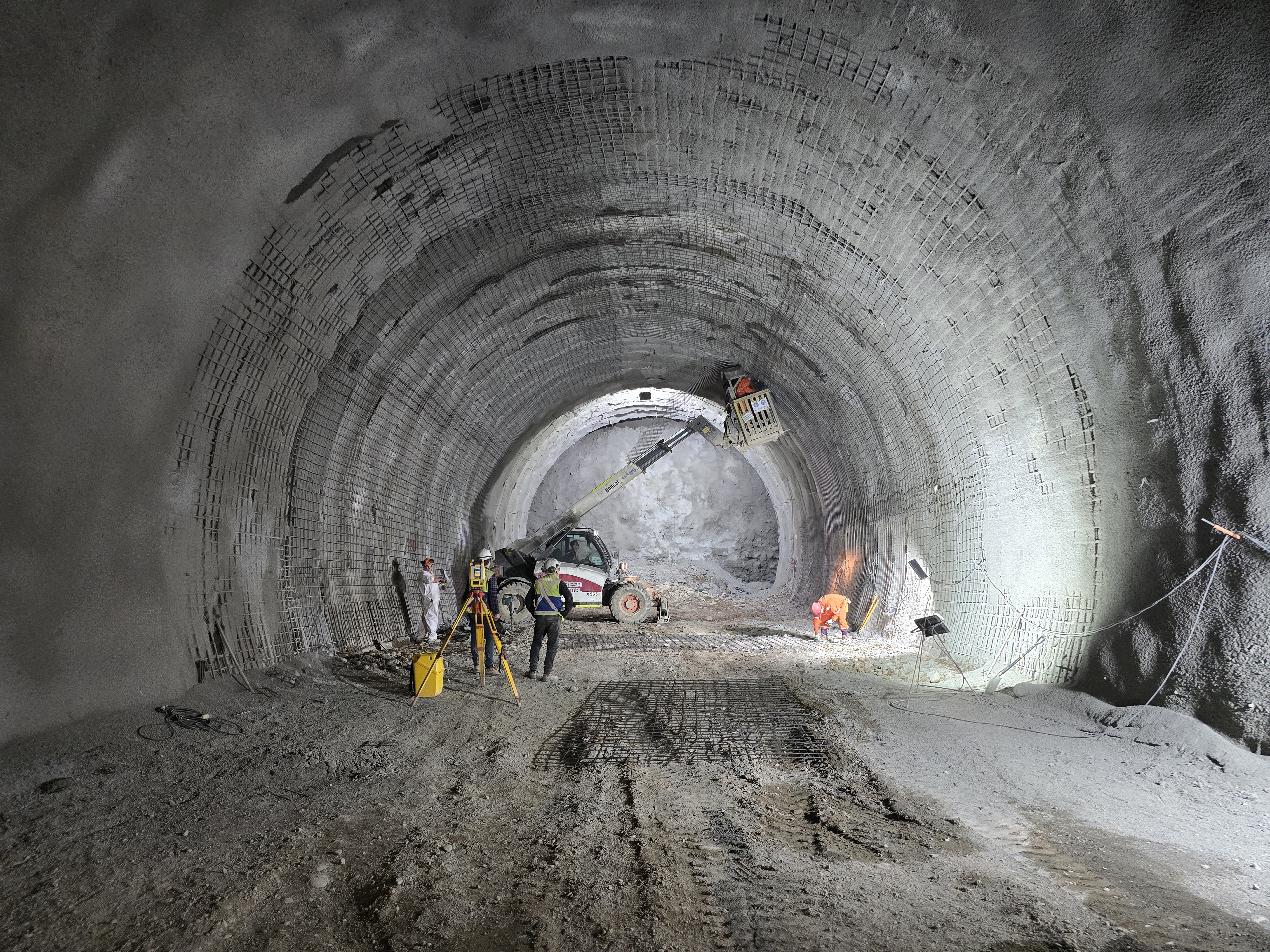
Avance en la construcción del túnel de la Línea 7 en Las Condes en noviembre de 2024

A fines de marzo de 2024, Metro anunció que la estación Parque Araucano tendrá dos accesos secundarios desde los centros comerciales Parque Arauco y Open Kennedy en ambas veredas de la calle Rosario Norte entre Cerro Colorado y Avenida Kennedy. La inversión asciende a 8,2 millones de dólares y será pagada íntegramente por las compañías privadas.
El 6 de mayo de 2024, en Renca se dio inicio a las operaciones de La Matucana, una máquina perforadora de alto desempeño que posibilita la excavación de túneles con sección circular completa, garantizando la estabilidad del túnel al colocar de inmediato el revestimiento definitivo a medida que avanza.
El 20 de noviembre de 2024, se presentó la nueva flota de trenes AS-2022 de la empresa francesa Alstom. Los trenes cuentan con aire acondicionado, cargadores USB y con conducción automática a igual que las líneas 3 y 6.
El 28 de noviembre de 2024, el alcalde de Lo Barnechea, Cristóbal Lira, y su sucesor, Felipe Alessandri, volvieron a presentar una propuesta de extensión de la Línea 7 hasta su comuna en una reunión con el ministro de Transportes y Telecomunicaciones, Juan Carlos Muñoz. A diferencia de la propuesta presentada en 2023, el plan considera una estación terminal en el Centro Cívico de la comuna como alternativa al Portal La Dehesa. Las autoridades municipales sugirieron que el financiamiento se podría conseguir con la relicitación de la Costanera Norte y su extensión hasta la Plaza San Enrique.
El presidente Gabriel Boric anunció el 1 de junio de 2025 la construcción de la Línea A, que sería una línea de metro ligero que conectará la principal terminal aérea del país y la estación Huelén de la Línea 7 en Cerro Navia.

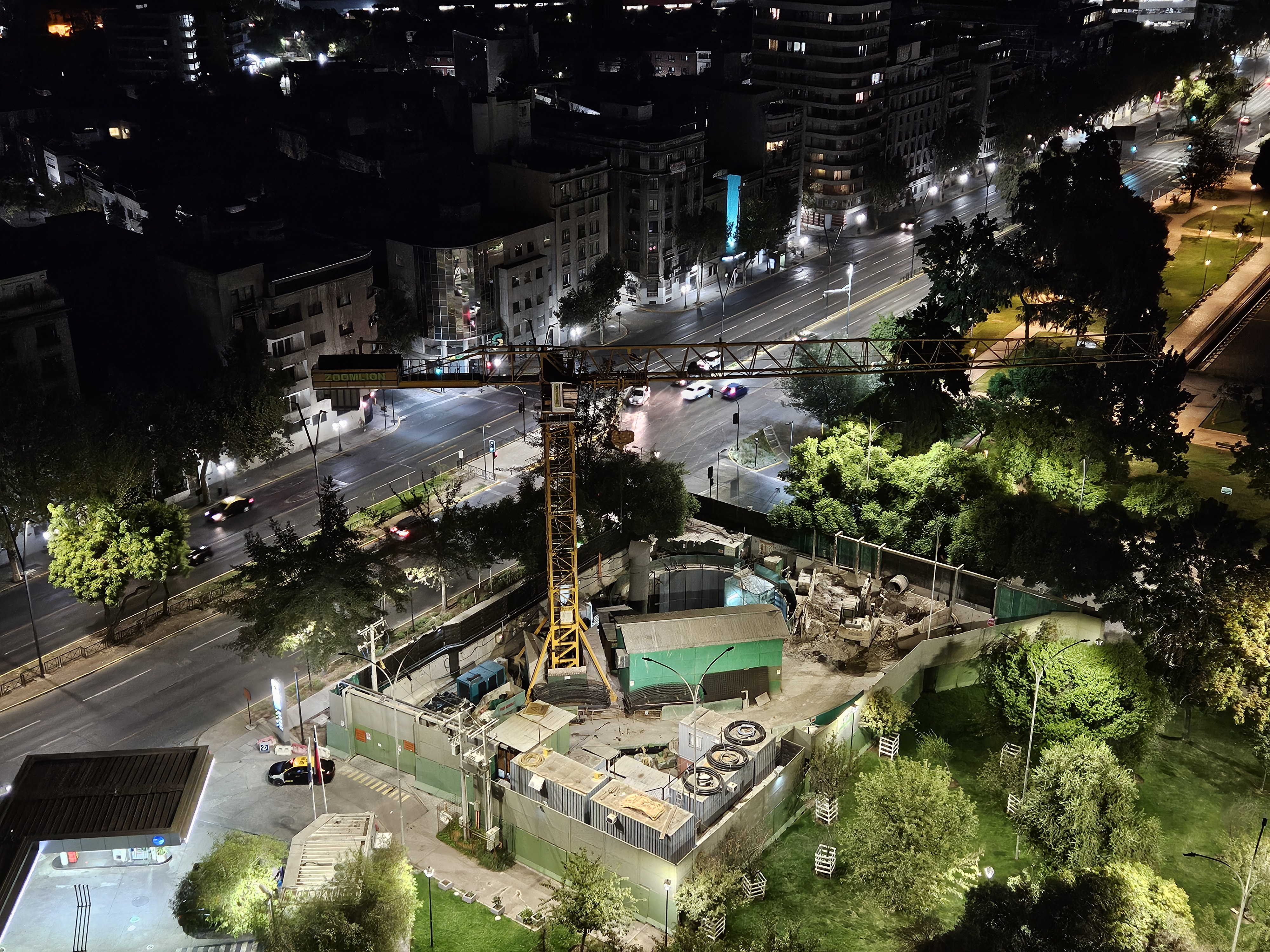
Estado del punto de construcción en Plaza La Aviación en Providencia en marzo de 2025

## Hitos urbanos
Entre los hitos de Santiago que tendrán acceso al metro por esta nueva línea están el nuevo Hospital Clínico Félix Bulnes, el parque El Cerro, el Centro Cultural Casona Dubois, el Liceo Industrial Benjamín Franklin, el Parque Mapocho Río, el Parque de la Familia, el Parque de Los Reyes, los mercados Central, Tirso de Molina y Vega Central, la plaza Baquedano y el Parque José Domingo Gómez Rojas en Recoleta, las clínicas Santa María e Indisa, Avenida Providencia,  el barrio Sanhattan, el parque Bicentenario, los centros comerciales Mall Parque Arauco en los edificios Poniente, Oriente y Alto Las Condes y las clínicas Las Condes y Tabancura.

## Beneficios sociales
En 2017, según estimaciones del Ministerio de Transportes, el ahorro de tiempo para las personas que viajan desde Renca a Vitacura será de 1 hora por viaje, es decir 2 al día, que equivalen a 21 días por año. Habrá 1945 hectáreas urbanas (mayor que la superficie de Providencia) a una distancia menor de 600 metros de alguna estación de la línea, por lo que la cantidad de personas que podrán acceder a pie a una estación se calcula en 322 979 habitantes, considerando la densificación estimada. También ayuda a distribuir más equilibradamente las afluencias entre las diferentes líneas de metro, gracias a su recorrido y estaciones de combinación.
Además de los beneficios lógicos que traerá en términos de tiempos de traslado, la Línea 7 se destaca por su contribución a la integración socioeconómica y geográfica de la ciudad, pues conecta una las partes más postergadas y deterioradas en términos de inversión urbana, infraestructura y conexión, como lo es el sector norponiente, con el centro y nororiente de la ciudad, donde prima el comercio y los puestos de trabajo. Generará asimismo mayor densificación de viviendas y población en las zonas circundantes a las estaciones, promoviendo la inversión privada de inmobiliarias, como también de comercio y servicios, en zonas pobres de la ciudad. Por otra parte, desincentivará el uso del automóvil en el saturado sector nororiente, mitigando la congestión vehicular.

## Estaciones
Las futuras estaciones de la Línea 7 serían las siguientes (los nombres definitivos serán anunciados luego de un proceso de participación ciudadana para definir los nombres):
| Estación (nombres tentativos) | Inauguración | Acceso para discapacitados | Ubicación                                                   | Comuna                | Comb.                | Estación        | Tipo de estación |
| ----------------------------- | ------------ | -------------------------- | ----------------------------------------------------------- | --------------------- | -------------------- | --------------- | ---------------- |
| Brasil                        | est. 2028    | Acceso para discapacitados | Av. Vicuña Mackenna con Av. Brasil                          | Renca                 |                      | En construcción | Subterránea      |
| José Miguel Infante           | est. 2028    | Acceso para discapacitados | Av. Vicuña Mackenna con Av. José Miguel Infante             | Renca                 |                      | En construcción | Subterránea      |
| Salvador Gutiérrez            | est. 2028    | Acceso para discapacitados | Rolando Petersen con Salvador Gutiérrez                     | Cerro Navia           |                      | En construcción | Subterránea      |
| Huelén                        | est. 2028    | Acceso para discapacitados | Av. Mapocho Sur con Huelén                                  | Cerro Navia           |                      | En construcción | Subterránea      |
| Neptuno                       | est. 2028    | Acceso para discapacitados | Av. Mapocho con Neptuno                                     | Cerro Navia           |                      | En construcción | Subterránea      |
| Radal                         | est. 2028    | Acceso para discapacitados | Av. Mapocho con Radal                                       | Quinta Normal         |                      | En construcción | Subterránea      |
| Walker Martínez               | est. 2028    | Acceso para discapacitados | Av. Mapocho con Mendoza y Av. Joaquín Walker Martínez       | Quinta Normal         |                      | En construcción | Subterránea      |
| Matucana                      | est. 2028    | Acceso para discapacitados | Av. Mapocho con Av. Matucana                                | Quinta Normal         | Tren Santiago-Batuco | En construcción | Subterránea      |
| Cumming                       | est. 2028    | Acceso para discapacitados | Av. Mapocho con Av. Ricardo Cumming                         | Santiago              |                      | En construcción | Subterránea      |
| Puente Cal y Canto            | est. 2028    | Acceso para discapacitados | Av. Presidente Balmaceda con Bandera y Paseo Puente         | Santiago              |                      | En construcción | Subterránea      |
| Baquedano                     | est. 2028    | Acceso para discapacitados | Av. Bellavista con Pio Nono                                 | Recoleta              |                      | En construcción | Subterránea      |
| Pedro de Valdivia             | est. 2028    | Acceso para discapacitados | Av. Providencia con Monseñor Nuncio Sótero Sanz de Villalba | Providencia           |                      | En construcción | Subterránea      |
| Isidora Goyenechea            | est. 2028    | Acceso para discapacitados | Av. Vitacura con Av. Isidora Goyenechea                     | Las Condes            |                      | En construcción | Subterránea      |
| Vitacura                      | est. 2028    | Acceso para discapacitados | Av. Vitacura con Las Catalpas                               | Vitacura              |                      | En construcción | Subterránea      |
| Américo Vespucio              | est. 2028    | Acceso para discapacitados | Av. Alonso de Córdova con Av. Américo Vespucio              | Vitacura y Las Condes |                      | En construcción | Subterránea      |
| Parque Araucano               | est. 2028    | Acceso para discapacitados | Cerro Colorado con Rosario Norte                            | Las Condes            |                      | En construcción | Subterránea      |
| Gerónimo de Alderete          | est. 2028    | Acceso para discapacitados | Av. Presidente Kennedy con Gerónimo de Alderete             | Vitacura              |                      | En construcción | Subterránea      |
| Padre Hurtado                 | est. 2028    | Acceso para discapacitados | Av. Presidente Kennedy con Av. Padre Hurtado                | Vitacura              |                      | En construcción | Subterránea      |
| Estoril                       | est. 2028    | Acceso para discapacitados | Av. Presidente Kennedy esq. Av. Estoril                     | Vitacura y Las Condes |                      | En construcción | Subterránea      |